# Ben Oldenhof
Ben Oldenhof (Nijmegen, 19 juli 1955) is een Nederlandse beeldhouwer. Hij maakt beelden van verschillende materialen, voornamelijk metaal en kunststof.

## Leven en werk

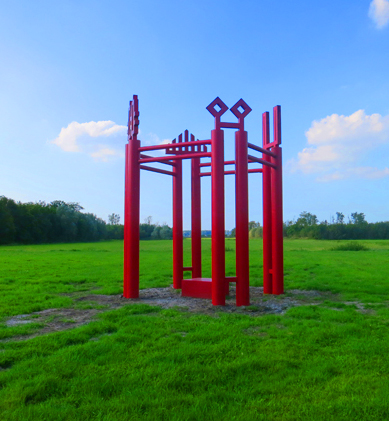
Werk van Oldenhof in de Keukenhof

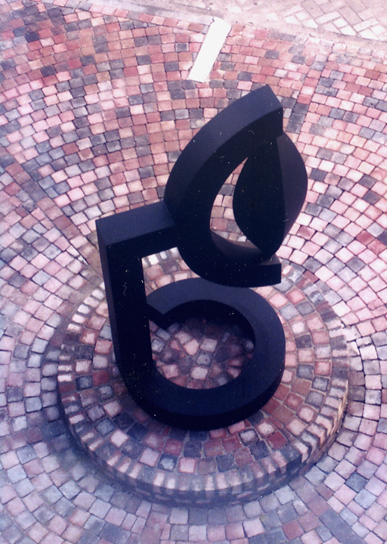

Nadat hij al jong in zijn geboortestreek als keramist werkzaam was, volgde Ben Oldenhof de opleiding keramiek aan de Gerrit Rietveld Academie te Amsterdam bij zijn leermeester Jan van der Vaart. Na zijn afstuderen in 1981 was hij aanvankelijk werkzaam als keramist. Vanaf 1986 ging hij experimenteren met andere materialen, in het begin nog in combinatie met klei.
Daarna maakte hij metalen sculpturen, vaak monumentaal, waarbij geregeld opdrachten voor de openbare ruimte. Hij maakt geometrische holle metalen volumes en vanuit metalen platen gesneden abstracte of op de natuur geïnspireerde vormen, die geassembleerd worden tot een driedimensionaal object. Deze vormen ontstaan volgens het procedé van de "écriture automatique" van de surrealisten.
Sedert 2010 zijn daar zijn assemblages bij gekomen, gemaakt van vele vaak restmaterialen, altijd geassembleerd met metalen draad. Deze assemblages behoren tot de zogenaamde recyclingkunst, een stroming die gebruik maakt van door de maatschappij afgedankte objecten, als basis voor nieuwe kunstwerken.
Ben Oldenhof maakte ook sculpturen als decor voor theatergroepen, zoals in 1990 in de haven van Bremerhaven voor het Duitse gezelschap: Das letzte Kleinod, in 1991 voor Huis aan de Amstel in Amsterdam (Voyeurs) en in 1996 voor Bonheur in Rotterdam (Tussen Moskou en december).

## Werken op openbare plaatsen
- Amsterdam - Sweelinckcollege 1992 - in 2015 verplaatst naar Beeldenpark Keukenhof
- Nijmegen - Radboudziekenhuis 1995
- Sliedrecht - Verklizon 1996
- Wijdewormer - Wormer Wonen 2012
- Zaanstad - Omgevingsdienst 2014